# Associazione Sportiva Biellese 1942-1943
Questa voce raccoglie le informazioni riguardanti l'Associazione Sportiva Biellese nelle competizioni ufficiali della stagione 1942-1943.

## Stagione
La Biellese vinse il proprio girone eliminatorio di Serie C qualificandosi alle finali dove però si classificò soltanto al quarto posto mancando la promozione in Serie B.
Per giunta la FIGC avviò un'inchiesta al termine della quale condannò la Biellese all'esclusione dalla Serie C 1943-44 per illecito sportivo (tentativo di corrompere un arbitro affinché dichiarasse il falso nel supplemento di referto arbitrale relativo a reclamo in corso). Nel frattempo i campionati regolari erano stati sospesi per via della guerra, ma la Biellese, nonostante la condanna, fu ammessa comunque al campionato Alta Italia 1944. Nell'agosto 1944 la FIGC accolse il ricorso della Biellese riammettendola in Serie C, anche se confermò le sanzioni disciplinari a carico dei dirigenti coinvolti nello scandalo e multò la società di 20000 lire. Nell'autunno 1945, infine, la Biellese fu ammessa in Serie B-C Alta Italia in qualità di società di Serie C.

## Rosa
| N. |                   | Ruolo | Calciatore         |
| -- | ----------------- | ----- | ------------------ |
|    | Italia (bandiera) | P     | Alberto Barbieri   |
|    | Italia (bandiera) | C     | Vittorio Bergamo   |
|    | Italia (bandiera) | A     | Mario Celoria      |
|    | Italia (bandiera) | C     | Gioacchino Cortese |
|    | Italia (bandiera) | A     | Bruno Dante        |
|    | Italia (bandiera) | A     | Emilio Forlano     |
|    | Italia (bandiera) | A     | Giorgio Gerbotto   |
|    | Italia (bandiera) | D     | Alberto Mazzucco   |

| N. |                   | Ruolo | Calciatore           |
| -- | ----------------- | ----- | -------------------- |
|    | Italia (bandiera) | A     | Carlo Alberto Quario |
|    | Italia (bandiera) | C     | Michele Ruella       |
|    | Italia (bandiera) | A     | Alfredo Spadavecchia |
|    | Italia (bandiera) | D     | Armando Todeschini   |
|    | Italia (bandiera) | D     | A. Torassa           |
|    | Italia (bandiera) | A     | Oberdan Ussello      |
|    | Italia (bandiera) | C     | Giuseppe Vannucci    |

## Risultati

### Serie C

#### Girone E

##### Girone di andata
| Arbitro: | Rosso (Casale Monferrato) |

|            |           |                        |
| Pavesi 28’ | Marcatori | 39’ Garbotto 60’ Dante |

| Arbitro: | Verzetti (Alessandria) |

|                                           |           |                       |
| Dante 30’ (rig.) Ussello 48’ Garbotto 53’ | Marcatori | 20’ Turin 40’ Ferrero |

| Arbitro: | Rosso (Torino) |

|             |           |  |
| Calleri 76’ | Marcatori |  |

| Arbitro: | Buratti (Milano) |

|                              |           |  |
| Spadavecchia 35’ Ussello 47’ | Marcatori |  |

| Arbitro: | Canavesio (Torino) |

|  |           |                                   |
|  | Marcatori | 27’, 68’ Ussello 70’ Spadavecchia |

| Arbitro: | Rossi (Milano) |

|                              |           |  |
| Ussello 40’, 75’ Bergamo 63’ | Marcatori |  |

| Arbitro: | Franzi (Vercelli) |

|                                                        |           |  |
| Ussello 19’, 46’ Quario 25’, 54’, 77’ Spadavecchia 56’ | Marcatori |  |

| Arbitro: | Spaudo (Biella) |

|  |           |                          |
|  | Marcatori | 42’, ?’ Quario 87’ Dante |

| Arbitro: | Milanone (Biella) |

|                |           |  |
| Todeschini 42’ | Marcatori |  |

| Savigliano 6 dicembre 1942 10ª giornata           | Saviglianese | 0 – 1 referto   | Biellese |  |
| \| \| \| \| \| \| Marcatori \| 6’ Spadavecchia \| |              |                 |          |  |
|                                                   |              |                 |          |  |
|                                                   | Marcatori    | 6’ Spadavecchia |          |  |

| Arbitro: | Monti (Genova) |

|                                                |           |  |
| Quario ?’, ?’, ?’ Celoria ?’, ?’ Ussello Dante | Marcatori |  |

##### Girone di ritorno
| Arbitro: | Fortina (Novara) |

| |           |  |
| Ussello ?’, ?’, ?’, ?’, ?’ Dante ?’, ?’, ?’, ?’, ?’ Bergamo ?’, ?’, ?’ Spadavecchia Celoria Gerbotto | Marcatori |  |

| Settimo Torinese 10 gennaio 1943 13ª giornata | Settimo           | 3 – 3 referto | Biellese | \| Arbitro: \| Cipriani (Milano) \| |
| Arbitro:                                      | Cipriani (Milano) |               |          |                                     |

| Arbitro: | Selva (Torino) |

|         |           |  |
| Celoria | Marcatori |  |

| Arbitro: | Buratti (Milano) |

|  |           |                               |
|  | Marcatori | Ussello Gerbetto Spadavecchia |

| Arbitro: | Fortina (Novara) |

|         |           |  |
| Celoria | Marcatori |  |

| Sanremo 7 febbraio 1943 17ª giornata                       | Sanremese | 1 – 3 referto      | Biellese |  |
| \| \| \| \| \| Genti \| Marcatori \| Spada Forlano Bida \| |           |                    |          |  |
|                                                            |           |                    |          |  |
| Genti                                                      | Marcatori | Spada Forlano Bida |          |  |

| Arbitro: | Buratti (Milano) |

|         |           |                         |
| Anfossi | Marcatori | Bida Orso Spada Forlano |

| Arbitro: | Viarengo (Asti) |

|                                 |           |       |
| Spada ?’, ?’, ?’ Poli ?’ (rig.) | Marcatori | Villa |

| Arbitro: | Ciccardi (Vicenza) |

|         |           |  |
| Toscano | Marcatori |  |

| Arbitro: | Carletti (Torino) |

|           |           |  |
| Spada Lio | Marcatori |  |

| Arbitro: | Gnocchini (Como) |

|               |           |                  |
| Grasso ?’, ?’ | Marcatori | ?’ (rig.) Ruella |

#### Girone finale A

##### Girone di andata
| Arbitro: | Biancone (Roma) |

|                       |           |  |
| Cagna 38’ Onorato 62’ | Marcatori |  |

| Arbitro: | Cipriani (Milano) |

|                            |           |                                         |
| Spadavecchia 20’ Dante 38’ | Marcatori | 3’ Bruscantini 66’ (rig.), 90’ Ostroman |

| Arbitro: | Bernardi (Bologna) |

|                             |           |  |
| Ruella 15’ (rig.) Dante 85’ | Marcatori |  |

| Arbitro: | Bernardi (Savona) |

|                                    |           |            |
| Cola Spada ?’, ?’ Savio Bida Tenda | Marcatori | Ballardini |

##### Girone di ritorno
| Arbitro: | Pizziolo (Firenze) |

|                     |           |                |
| Quario ?’, ?’ Dante | Marcatori | ?’, ?’ Rampini |

| Arbitro: | Scorzoni (Bologna) |

|                      |           |  |
| Sodini 52’ Maran 56’ | Marcatori |  |

| Arbitro: | Piglione (Reggio Emilia) |

|                  |           |         |
| Bonifacio ?’, ?’ | Marcatori | Celoria |

| Arbitro: | Maggioni (Milano) |

|             |           |                        |
| Nigotti 82’ | Marcatori | 60’ Quario 65’ Celoria |